# Blansko (huyện)
Huyện Blansko (tiếng Séc: Okres Blansko) là một huyện (okres) nằm trong vùng Nam Moravia của Cộng hòa Séc. Huyện Blansko có diện tích 943 km², dân số năm 2002 là 107454 người. Thủ phủ huyện đóng ở Blansko. Huyện này có 130 khu tự quản.

## Các khu tự quản
Huyện Blansko có 130 khu tự quản sau: